# سفت‌شدگی مدفوع
سفت‌شدگی مدفوع (به انگلیسی: Fecal impaction) به معنای انسداد نسبی یا کامل کولون به وسیله مدفوع سفت و خشک است. این مشکل خود را به صورت یبوست یا بی‌اختیاری سرریزی نشان می‌دهد. درصدی از بیماران سالمند بستری در بیمارستان و بخشی از مبتلایان به آسیب‌های نخاعی دچار سفت‌شدگی مدفوع می‌شوند. 
اتیولوژی‌های این مشکل عبارتند از: رژیم غذایی (دریافت فیبر کم)، دگرگشتی (هیپوتیروئیدی)، اثرات داروها (مصرف مخدر) و عصبی (آسیب‌های نخاعی). 
تشخیص سفت‌شدگی مدفوع با وجود شرح حال یبوست یا بی‌اختیاری سرریزی، یافته‌های معاینه شکم و معاینه راست‌روده با انگشت، و پرتونگاری شکم مسجل می‌شود. 
علایم هشدار عبارتند از: تب، اسهال خونی، و بالا بودن شمار گلبول‌های سفید که می‌توانند مطرح‌کننده عفونت یا دیورتیکولیت باشند. درمان عبارت است از: داروهای خوراکی، انما، شیاف، و خارج کردن با دست. مصرف خوراکی پلی اتیلن گلیکول به اضافه یک محلول الکترولیتی با میزان پاسخ‌دهی ۸۹ همراه است.